# 150 (число)
150 (сто пятьдеся́т, полтора́ста) — натуральное число между 149 и 151.

## Математика
- Третье 51-угольное число
- На трёхмерной кубической решётке существует 150 путей длины 3, выходящих из заданной вершины и не проходящих дважды через одну и ту же вершину[1].
- Существует 150 способов набрать сумму в 36 рублей монетами в 1, 2, 5 и 10 рублей[2].
- Одним из решений «почти уравнения Ферма»

{\displaystyle x^{3}+y^{3}=z^{3}+1}
является тройка x = 73, y = 144, z = 150. Если упорядочить решения по возрастанию значения z, то решение
{\displaystyle 73^{3}+144^{3}=150^{3}+1}
будет третьим после
{\displaystyle 9^{3}+10^{3}=12^{3}+1}
и
{\displaystyle 64^{3}+94^{3}=103^{3}+1}.

### Геометрия
- Геометрический угол в 150° относится к разряду тупых углов

Угол в 150 градусов

## Химия, физика, астрономия
- NGC 150 — галактика в созвездии Скульптор.
- (150) Нюйва — астероид главного пояса.

## География
- Город Заозёрск по-иному называется Мурманск-150

## Спорт
- 150 метров — длина штрафного круга в биатлоне.

## Антропология, социология
- Число Данбара - ограничение на количество постоянных социальных связей, которые человек может поддерживать.

Лежит в диапазоне от 100 до 230, обычно принимается равным 150.

## Военное дело
- 150-я стрелковая дивизия

## Информатика
- ASCII-код символа «-»

## Время
- 29 мая — 150-й в високосные годы | 30 мая — 150-й день года
- Года:

150 год до н. э. | 150 год | 150-е до н. э. | 150-е года
- События:

## Модели техники
- 150 (опытный бомбардировщик) — опытный реактивный бомбардировщик конструкции С. М. Алексеева. Первый построенный советский самолёт с двигателями установленными на пилонах
- Е-150 — советский экспериментальный истребитель-перехватчик
- ЗИС-150 — советский грузовой автомобиль
- Сессна-150 (англ. Cessna 150) — лёгкий самолёт
- Т-150 и Т-150К марки универсальных скоростных тракторов, выпускаемых Харьковским тракторным заводом
- Ла-150 — истребитель
- U-150 — малая немецкая подводная лодка

## Единицы измерения
- Используется в обозначении меры рюмки с крепким спиртным напитком: «150 граммов»

## В других областях
- Почтовый индекс города Ярославль.
- 150 — Код ГИБДД-ГАИ Московской области.